# La Lupe
Lupe Victoria Yolí Raymond, znana jako La Lupe (ur. 23 grudnia 1936 w Santiago de Cuba, zm. 29 lutego 1992 w Nowym Jorku) – kubańska tancerka i piosenkarka, znana z energicznych, nierzadko budzących kontrowersje występów. Określana mianem królowej latynoskiego soulu, w repertuarze miała również utwory z zasięgu bolero, guarachy i salsy.

## Życiorys
Lupe Victoria urodziła się w dzielnicy San Pedrito w Santiago de Cuba. Jej ojcem był Tirso Yolí, pracownik lokalnej destylarni Bacardi, a matką Paula Raymond Soler. Swoje imię otrzymała na cześć meksykańskiej aktorki Lupe Vélez. W 1954 roku Lupe wzięła udział w konkursie radiowym na imitację ulubionego artysty. Wykonanie bolera „Miénteme” z repertuaru Olgi Guillot przyniosło początkującej wokalistce zwycięstwo. Rok później jej rodzina przeniosła się do Hawany, gdzie Lupe rozpoczęła studia pedagogiczne na stołecznym Uniwersytecie. 
Artystka w 1958 roku poślubiła Eulogio Reyesa, z którym - przy udziale drugiej wokalistki - założyła muzyczne trio „Tropicuba”. Kariera zespołu nie trwała długo; został on rozwiązany wraz z rozwodem młodego małżeństwa w 1960 roku. Lupe Victoria, już pod pseudonimem La Lupe, rozpoczęła solową karierę. Występowała  w popularnym hawańskim klubie La Red i szybko zdobyła sympatię jego stałych bywalców, wśród których byli m.in. Ernest Hemingway, Tennessee Williams, Jean-Paul Sartre, Simone de Beauvoir oraz Marlon Brando. Wkrótce wydała swój pierwszy album, „Con el diablo en el cuerpo” (1960), nagrany dla wytwórni Discuba, będącej kubańskim oddziałem RCA Records. Telewizyjny debiut La Lupe odbył się na antenie portorykańskiej telewizji. Energiczny, szalony występ młodej wokalistki zszokował portorykańskich odbiorców.
W 1962 roku, w ramach masowych emigracji z Kuby, była zmuszona przeprowadzić się do Meksyku. Nawiązała kontakt z Celią Cruz, która zarekomendowała ją Mongo Santamariemu, legendarnemu kubańskiemu perkusiście, który robił wówczas karierę w Nowym Jorku. Za jego sprawą La Lupe zaczęła występować w kabarecie La Berraca, a jej kariera nabrała tempa. W latach 60., m.in. dzięki współpracy z Tito Puente i wytwórnią Fania Records, była najbardziej popularną latynoamerykańską piosenkarką w Stanach Zjednoczonych. Wykonywała hiszpańskojęzyczne wersje przebojów muzyki rozrywkowej i musicalowej.

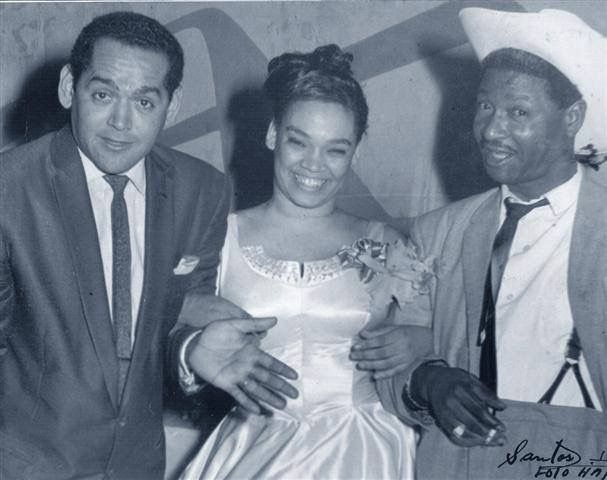
Pacho Alonso, La Lupe i Benny Moré (1959)

Jej występy zaczęły z czasem budzić coraz większe kontrowersje, m.in. za sprawą scenicznej ekspresji wyrażającej się poprzez niezrozumiałą dla publiczności gestykulację czy targanie ubrań. Pojawiały się pogłoski o uzależnieniu piosenkarki od narkotyków, czemu stanowczo zaprzeczył Fred Weinberg, kompozytor, a prywatnie bliski przyjaciel La Lupe. Stwierdził on, że artystka nie tylko nie przyjmowała narkotyków, ale nawet nie piła alkoholu, ze względu na swoje przekonania religijne. W podobnym tonie na temat rzekomego uzależnienia La Lupe od narkotyków, wypowiadał się jej biograf Juan Moreno Velázquez. 
Wraz z pojawieniem się w Nowym Jorku Celii Cruz i eskalacją popularności salsy, La Lupe zaczęła tracić swoją sceniczną pozycję. Ze względu na spadek sprzedawalności albumów, Fania Records pod koniec lat 70. rozwiązała kontrakt z artystką. Sama La Lupe przeszła na emeryturę w latach 80.
Zmarła na atak serca w wieku 55 lat; została pochowana na Saint Raymond's Cemetery na nowojorskim Bronksie.

## Życie prywatne
Artystka była dwukrotnie zamężna, w obu przypadkach związki zakończyły się rozwodem. Pierwszym mężem (1958−1960) La Lupe był Eulogio Reyes, a drugim (1964−1972) muzyk William García. Piosenkarka miała dwoje dzieci – syna, René Camaño, pochodzącego ze związku z José Camaño oraz córkę Rainbow, której ojcem był Mario Changó.
La Lupe przez większość życia była wierną wyznawczynią santerii, jednak w drugiej połowie lat 80. przeszła na chrześcijaństwo i związała się z kościołem nowego narodzenia.

## Dyskografia
- Con el diablo en el cuerpo, 1960
- La Lupe is back, 1961
- Mongo Introduces La Lupe, 1963
- Tito Puente Swings, The Exciting Lupe Sings, 1965
- Tú y yo, 1965
- Homenaje a Rafael Hernández, 1966
- La Lupe y su alma venezolana, 1966
- A mí me llaman La Lupe, 1966
- The King and I, 1967
- The Queen does her own thing, 1967
- Two Sides of La Lupe, 1968
- Queen of Latin Soul, 1968
- La Lupe's era, 1968
- La Lupe is the Queen, 1969
- Definitely La Yi Yi Yi, 1969
- That genius called the Queen, 1970
- La Lupe en Madrid, 1971
- Stop, I'm free again, 1972
- ¿Pero cómo va ser?, 1973
- Un encuentro con La Lupe; with Curet Alonso, 1974
- One of a kind, 1977
- La pareja, 1978
- En algo nuevo, 1980
- La samaritana, 1986
- La Lupe en Cristo, 1989